# Stadium Australia
Stadium Australia (obecnie występujący pod nazwą komercyjną ANZ Stadium) w Sydney – główna arena Letnich Igrzysk Olimpijskich 2000, miejsce ceremonii otwarcia oraz zamknięcia. Zaprojektowany przez Edmunda Obiałę. Do 2002 był nazywany Stadium Australia, jednak prawa do nazwy wykupiła australijska firma telekomunikacyjna Telstra (prawa te miały obowiązywać do 2009). W wyniku przedterminowej rezygnacji sponsora z praw do nazwy, władze stadionu zawarły umowę z bankiem ANZ.
Został wybudowany za 690 milionów dolarów i mógł przyjąć 110 tysięcy widzów, którzy w razie niebezpieczeństwa mogą ewakuować się z niego w ciągu 8 minut.

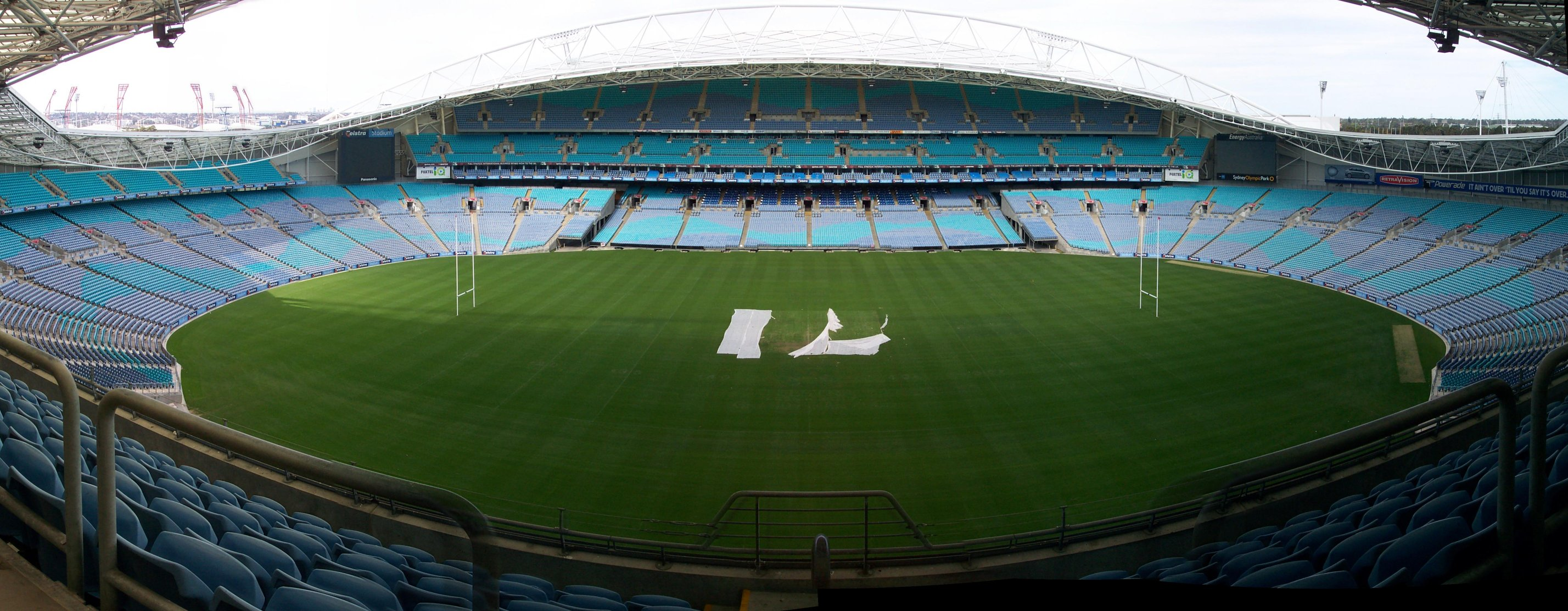
Panorama stadionu

## Żużel
W 2002 odbyła się ostatnia runda Żużlowego Grand Prix - jedyna jak dotąd rozegrana GP Australii. Na bieżni zbudowano tor czasowy.

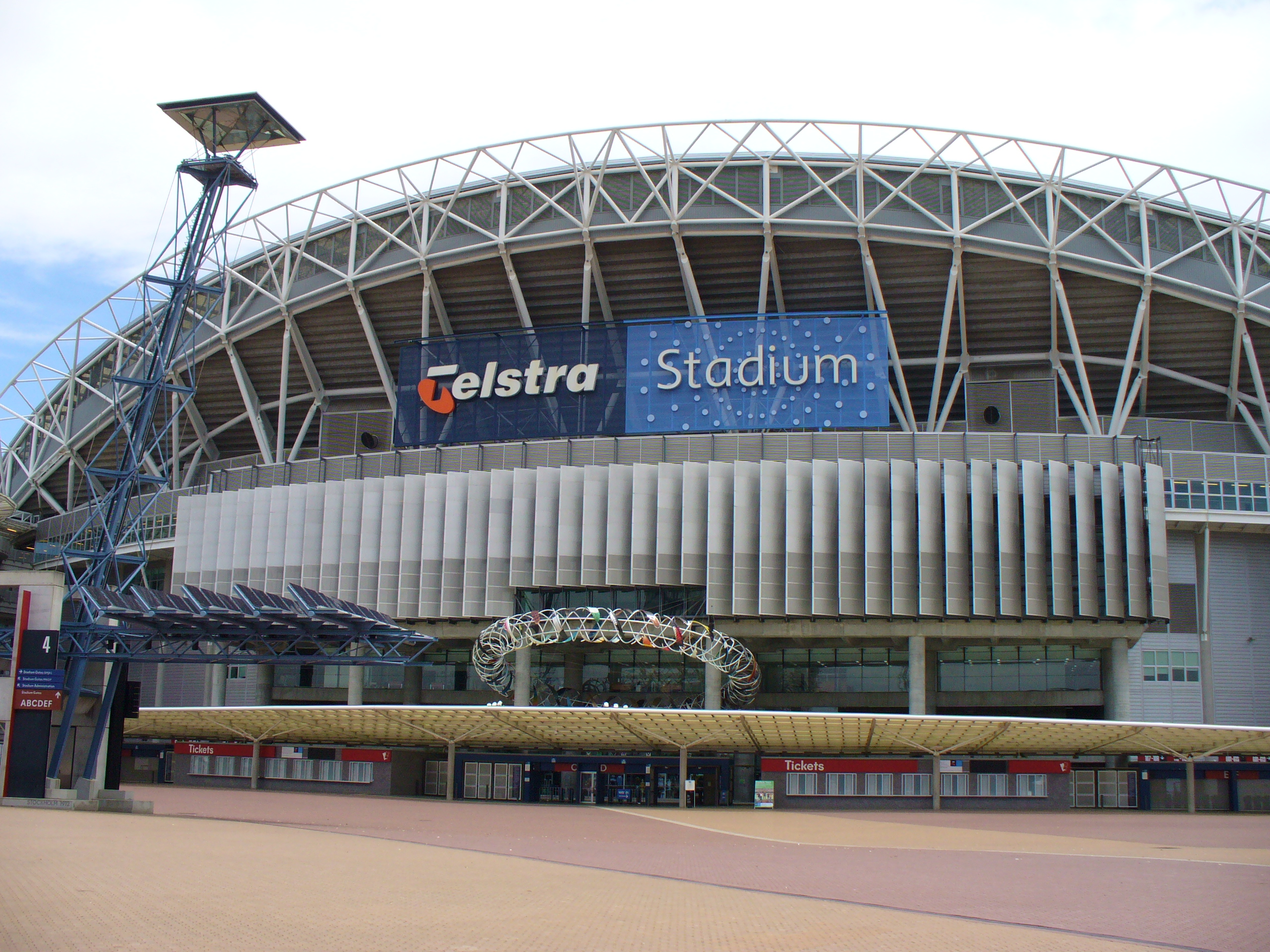